# 国際ローイング連盟
国際ローイング連盟 （こくさいローイングれんめい、仏: Fédération Internationale des Sociétés d'Aviron (FISA)）は、ローイング競技の国際競技連盟。英名はWorld Rowing（ワールドローイング）。
日本語の競技名は2023年まで公式ルールである「競漕規則・細則」で「ボート競技」とされ、当組織にも「国際ボート連盟」の訳が当てられていた（旧「競漕規則・細則」）。しかし、当組織は英語の団体名と競技名をRowing（ローイング）としており、ボートレース（競艇）との混同も避けるため、2023年1月に日本語の競技名を「ローイング」に変更し、これに伴って公式ルールである「競漕規則・細則」での「国際ボート連盟」の呼び名も「国際ローイング連盟」に変更された（2024年4月発効）。
2019年10月現在の会長はジャンクリストフ・ロラン。世界ボート選手権などの大会を主催している。

## 歴史
ローイング競技の人気上昇に伴い、さまざまなルールの統一を目的に1892年6月25日にフランス、スイス、ベルギー、アドリア、イタリアの代表によりトリノに設立。
初めてFISAが開催した大会は、1893年にイタリアのオルタ湖で開催されたヨーロッパボート選手権である。3種目10組のみの参加であった。
1922年にはローザンヌ（スイス）に本部を設置した。
FISAはオリンピックの活動に最初に参加した国際競技連盟である。その後第1回アテネ大会（1896年）からオリンピック競技となっている（1896年は強風のため中止）。ローイング競技が行われている国にはFISAに加盟する国内競技連盟が設置されていて、2019年10月現在、155団体に及ぶ。

## 大会
FISAは1年を通して国際的な大会を開催している。
オリンピック
FISAは第1回アテネ大会からオリンピックにおけるローイング競技を支援している。オリンピック参加者の選抜を行っているのは、FISAである。
ワールドローイングカップ
夏に開催される、3つのレガッタからなる大会である。1997年から開催されている。
世界ボート選手権
毎年1週間行われるボート大会である。オリンピックが開催される年は、オリンピックで行われない種目のみの開催となる。
世界ジュニアボート選手権
18歳以下の選手が参加できる大会である。1967年から開催されている。
World Rowing Under 23 Championships

World Rowing Masters Regatta

World Rowing Sprints